# 프라몬 원정대
《프라몬 원정대》는 상상방이 제작한 대한민국의 애니메이션이다. KBS 1TV에서 2023년 1월 5일부터 5월 25일까지 매주 목요일 오후 3시 45분에 방영했고, KBS 2TV에서 6월 1일부터 7월 13일까지 매주 같은 요일 오후 5시 15분에 방영했다.

## 방송 일시
| 방송 채널 | 방송일                    | 방송 시간 |
| --------- | ------------------------- | --------- |
| KBS 1TV   | 2023년 1월 5일 ~ 5월 25일 | 종료      |
| KBS 2TV   | 2023년 6월 1일 ~ 7월 13일 | 종료      |
| KBS 2TV   | 2025년 11월 ~             |           |

## 등장 인물
- 캡틴맨
- 스나이퍼맨
- 뚱냥맨
- 레인보우걸
- Ai맨
- 비비공주
- 미르
- 아빠
- 엄마
- 가을
- 다크맨
- 미니다크

## 목소리 출연
- 임옥균: 캡틴맨
- 오윤재: 스나이퍼맨, 미르
- 김소연: 레인보우걸, 뚱냥맨
- 박지은: Ai맨, 비비공주
- 진양욱: 아빠, 미니다크
- 원대영: 다크맨

## 제작진
- 책임프로듀서: 김자현
- 프로듀서: 목훈
- 원작: 상상방(기획)
- 기획/제작/총감독: 정기환
- 연출 감독: 김혜원
- 제작 프로듀서: 이은숙, 박한수, 문지혜
- 시나리오: 정기환, 허성훈, 최가희
- 스토리보드: 김혜원, 김은송, 조성현, 전성우, 김주석
- 캐릭터디자인: 조예라, 이정연, 송재희
- 배경디자인: 조예라, 이정연, 신현민, 조윤영
- 모델링/맵핑: 정세현, 황광태, 신혜화, 박철홍, 장순호, 유현주
- 리깅: 박시진, 정세현
- 라이팅: 왕연문, 류헌비, 장엄, 왕초우, 양헌, 구자핑
- 레이아웃:  한재승, 강신혁, 윤주병, 류왕, 송정강, 양헌, 갑향옥, 거솽, 이동승
- 합성/이펙트: 왕연문, 리링펑, 왕모펑, 류정원, 이군, 오옥진, 사가녕, 고우, 하카이, 시가호,
- 애니메이션: 한재승, 강신혁, 윤주병, 송정강, 양헌, 갑향옥, 거솽, 이동승, 류왕, 류칭, 장펑비, 장완웨, 소쏴이, 주준지, 펑설, 왕홍민, 정가기, 류사명, 정녹, 이도, 전자기, 주지군, 왕설, 장문용, 진룡해, 이로로, 수젠신, 한춘월, 고송찬 왕버양
- 영상편집: 남종현
- 음악: 김정아, 최창국, 박진현, 윤주현 서유원 (사운즈쿨)
- 음향효과/믹싱: 양성규, 부유정, 강희중
- 녹음: 파피스 스튜디오
- 주제가 작사/작곡: 윤주현, 김정아
- 주제가 노래: 천재영
- 사업총괄: 정기환
- 마케팅: 이일단, 주엄지
- 제작지원: 한국콘텐츠진흥원
- 홈페이지: KBS미디어, 김하늘
- 종합편집: 이수은
- 자막디자인: 황은서
- 조연출: 차한결
- 연출: 목훈
- 기획: KBS
- 제작: 상상방
- 저작권: 상상방 All rights reserved.

## 방영 목록
| 회차       | 방송 일자                       | 제목            |
| ---------- | ------------------------------- | --------------- |
| 1화        | 다시 쓰는 전설, 프라몬 원정대   | 2023년 1월 5일  |
| 2화        | 우리들은 프라몬 원정대          | 2023년 1월 19일 |
| 3화        | 비비공주님 찾기 대작전          | 2023년 1월 26일 |
| 4화        | AI맨이 달라졌어요               | 2023년 2월 2일  |
| 5화        | 꽃가루 대소동                   | 2023년 2월 9일  |
| 6화        | 공포의 특별 훈련                | 2023년 2월 16일 |
| 7화        | 롤러코스터는 무서워             | 2023년 2월 23일 |
| 8화        | 달밤의 캠핑                     | 2023년 3월 2일  |
| 9화        | 뚱냥맨은 물이 싫어              | 2023년 3월 9일  |
| 10화       | 스파이너맨은 삐돌이             | 2023년 3월 16일 |
| 11화       | 강아지가 된 뚱냥맨              | 2023년 3월 23일 |
| 12화       | 뚱냥맨의 미래여행               | 2023년 3월 30일 |
| 13화       | 미궁탈출                        | 2023년 4월 6일  |
| 14화       | 대청소를 부탁해                 | 2023년 4월 13일 |
| 15화       | 모기가 너무해                   | 2023년 4월 27일 |
| 16화       | 누르는 대로                     | 2023년 5월 4일  |
| 17화       | 다함께 찰칵찰칵                 | 2023년 5월 11일 |
| 18화       | 무시무시 씽크홀                 | 2023년 5월 18일 |
| 19화       | 너희들이 패션에 대해 잘 아느냐? | 2023년 5월 25일 |
| 20화       | 진검승부                        | 2023년 6월 1일  |
| 21화       | 더위사냥                        | 2023년 6월 8일  |
| 22화       | 어둠 속의 침입자                | 2023년 6월 15일 |
| 23화       | 요리는 어려워                   | 2023년 6월 22일 |
| 24화       | 무술의 고수                     | 2023년 6월 29일 |
| 25화       | 다크맨의 사악한 음모            | 2023년 7월 6일  |
| 최종화(26) | 최후의 대결                     | 2023년 7월 13일 |